# Malin Sköldberg
Maria (Malin) Sköldberg, född 11 juli 1811 i Jönköping, död 15 januari 1876 i Hässlö i Lerbo socken i Södermanland, var en svensk tecknare.

## Biografi
Malin Sköldberg var dotter till kyrkoherden Samuel Åstrand och Maria Lund och från 1837 gift med medicinalrådet Sven Erik Sköldberg samt mor till Sven Sköldberg, farmor till sångförfattaren Sigrid Sköldberg-Pettersson och mormor till författaren Erik Sparre. Hon var liksom sin syster Vendela Hebbe konstnärligt begåvad och önskade i sin ungdom studera konst i Stockholm. Eftersom man inte kunde hitta någon bekant familj i Stockholm där Sköldberg skulle bo under sin utbildning fick planen förfalla och hon fick lära sig teckna genom självstudier. Familjen Åstrand umgicks flitigt med Esaias Tegnér och vid ett tillfälle fick Sköldberg möjlighet att avporträttera honom, teckningen användes senare i Åke Eliæson och Bror Olssons bok Esaias Tegnér. En monografi i bild. Sköldberg är representerad vid Svenska akademien i Stockholm.